# Сан Роко (Фиренца)
Сан Роко је насеље у Италији у округу Фиренца, региону Тоскана.
Према процени из 2011. у насељу је живело 62 становника. Насеље се налази на надморској висини од 70 м.